# دیریم (کمیک)
دیریم (به انگلیسی: Dream) یک شخصیت خیالی در کتاب‌های کامیک آمریکایی منتشر شده توسط دی‌سی کامیکس بود. این شخصیت توسط نویسنده نیل گیمن و طراح مایک درینگن‌برگ خلق شده‌است که برای اولین بار به عنوان قهرمان اصلی در شمارهٔ ۱ از دومین نسخه مجموعه کمیک سندمن (ژانویه ۱۹۸۹) از انتشارات ورتیگو حضور پیدا کرد. او یکی از هفت اِندلِس (بی‌پایان) بود، مخلوقاتی قدرتمند و غیرقابل ادراک که حتی کهن‌تر و بزرگتر از ایزدان به‌شمار می‌روند. دیریم هم فرمانروا و هم تجسم رؤیا و واقعیت است که تمامی آن‌ها واقعیت ندارند و به نوبه خود ممکن است موجودیت دیریم را تعریف کند. او همچنین با عنوان‌های مختلفی شناخته می‌شود که شامل مورفئوس و اونیروس می‌شود و قادر به دگرپیکری، بسته به شخصی که او را می‌بیند بود. او به عنوان تجسم شخصیت انسان‌انگار و تصور کلی خواب و رؤیا بود. دیریم در قصر خود واقع در سرزمین دیریمینگ ساکن بود و از آنجا جنبه‌های خیال‌پردازی و واقعیت جهان را کنترل می‌کرد.
پس از مرگ دیریم بدست فیوری‌ها، یک کودک انسان به نام دنیل هال تبدیل به جنبهٔ جدیدی از دیریم شد و میراث او را به عنوان فرمانروای رؤیاها ادامه داد. دنیل به لحاظ ظاهری مشابه مورفئوس بود، اما با موها و جامه‌ای سفید به تصویر کشیده می‌شود.
تام استاریج هنرپیشه بریتانیایی نقش این شخصیت را در مجموعهٔ تلویزیونی سندمن در نتفلیکس ایفا کرد.

## خاستگاه
زمانی که اولین موجود زنده در خلقت رویا دید، او نیز متولد شد و تا زمانی که کسی یا چیزی در این جهان خواب ببیند، او نیز به زیستن ادامه خواهد داد. او به شکل هر کس که مخاطب او انتظار دیدنش را دارد، مشاهده می‌شود؛ به‌طور مثال مارشن من‌هانتر او را به شکل انرژی مجزا از جسم مادی و جمجمهٔ شعله‌ور یک مارشنی مشاهده کرد و به او لقب فرمانروا «L'Zoril» داد؛ اما به‌طور همزمان مستر میراکل مورفئوس را شبیه به یک انسان می‌دید؛ همچنین یک گربه او را شبیه به یک گربه می‌بیند. برای انسان‌های امروزی او فردی قد بلند و لاغر، دارای پوستی رنگ پریده و موهایی تیره به نظر می‌رسد. او پیوند متقابل، وابستگی و اعتماد خاصی به خواهر بزرگترش دِث دارد. مورفئوس همواره برای درک خود و دیگر اعضای اندلس، به ویژه خواهرش دث تلاش می‌کرد، اما در نهایت این عمل او با غم‌انگیزترین ایرادش، یعنی ناتوانی غریزی او در پذیرش تغییر خنثی می‌شد.
دیریم هر صد سال یکبار فردی نامیرا به نام رابرت هاب گدلینگ را به منظور صرف یک نوشیدنی دوستانه ملاقات می‌کرد. او مأموری با نام جوهانا کنستانتین را برای نجات سر پسرش اورفئوس، به دوره پس از انقلاب فرانسه اعزام نمود. او با خواهرهای دوقلویش دیسپر و دیزایر بر سر آنکه چه کسی در ارتباط با سرنوشت انسان‌ها قدرتمندتر است به مبارزه پرداخت، و در طی این رقابت جاشوا ادوارد نورتون را به امپراتور نورتون ۱ تبدیل کرد، شرط را برنده شد و از آن پس دشمنی دیزایر را برای خود به ارمغان آورد.
در یکی از مناسب‌ها لوسیفر شخصاً کلید درب جهنم را به دیریم داد، اما پس از اینکه مطلع شد افراد بسیاری متقاضی آن هستند در نهایت به دستور صریح شخص پرزنس، و از آنجایی که تمایل به حکومت بر قلمرو جهنم نداشت، کلید را به دو فرشته با نام‌های رمیل و دوما تحویل داد.